# Armenistyka
Armenistyka – jedna z dziedzin orientalistyki zajmująca się badaniem języka, kultury, literatury oraz dziejami Ormian oraz Armenii. Armenistyką zajmują się liczne pisma ormiańskie oraz pisma w językach kongresowych: „Journal of Society for Armenian Studies”, „Reuve des Etudes Armieniennes”.

## Wybitni Ormianie armeniści
- Arakel Babakhanian (Leo) (1860–1932)
- Nicholas Adontz (1871–1942)
- Ashkharbek Kalantar (1884–1942)
- Manouk Abeghian (1865–1944)
- Stepan Malkhasyants (1857–1947)
- Hrachia Adjarian (1876–1953)
- Vahan Kurkjian (1863–1961)
- Joseph Orbeli (1887–1961)
- Alexander Sahinian (1910–1982)
- Hagop Barsoumian (1936–1986)
- Sirarpie Der Nersessian (1896–1989)
- Suren Yeremian (1908–1992)
- Aram Ter-Ghevondyan (1928–1988)
- Gagik Sarkisyan (1926-1998)
- Edward Jrbashian (1923–1999)
- Bagrat Ulubabyan (1925–2001)
- Karen Yuzbashyan (1927–2009)
- Hrach Bartikyan (1927–2011)
- Vahakn Dadrian (ur. 1926)
- Sen Arevshatyan (ur. 1928)
- Richard G. Hovannisian (ur. 1932)
- Vahan Baibourtian (ur. 1933)
- Dickran Kouymjian (ur. 1934)
- Rouben Galichian (ur. 1938)
- Ronald Grigor Suny (ur. 1940)
- George Bournoutian (ur. 1943)
- Gerard Libaridian (ur. 1945)
- Vrej Nersessian (ur. 1948)
- Peter Balakian (ur. 1951)
- Hranush Kharatyan (ur. 1952)
- Raymond Kévorkian (ur. 1953)
- Armen Ayvazyan (ur. 1964)
- Rouben Paul Adalian
- Simon Payaslian
- Razmik Panossian
- Louise Nalbandian
- Stephan Astourian
- Nina G. Garsoïan
- Dennis Papazian

## Wybitni Armeniści spoza Ormian
- Marie-Félicité Brosset (1802–1880)
- Johann Heinrich Hübschmann (1848–1908)
- Arthur Leist (1852–1927)
- Nikolay Marr (1865–1935)
- Antoine Meillet (1866–1936)
- Robert Pierpont Blake (1886–1950)
- Peter Charanis (1908–1985)
- David Marshall Lang (1924–1991)
- Cyril Toumanoff (1913–1997)
- Charles Dowsett (1924–1998)
- Jean-Michel Thierry (1916–2011)
- Robert H. Hewsen (ur. 1934)
- Robert W. Thomson (ur. 1934)
- Tessa Hofmann (ur. 1949)
- James R. Russell (ur. 1953)
- Giusto Traina (ur. 1959)
- Bert Vaux (ur. 1968)
- S. Peter Cowe

## Polscy armeniści
- Oswald Balzer
- Sadok Barącz
- Jan Hanusz
- Tadeusz Mańkowski
- Zdzisław Obertyński
- Grzegorz Petrowicz
- Andrzej Pisowicz
- Kazimierz Roszko
- Eugeniusz Słuszkiewicz
- Krzysztof Stopka
- Bronisława Wójcik-Keuprulian
- Franciszek Ksawery Zachariasiewicz
- Mirosława Zakrzewska-Dubasowa